# Aikoku Maru
L'Aikoku Maru (愛国丸?) è stato un incrociatore ausiliario giapponese appartenente all'omonima classe. Le navi corsare giapponesi si guadagnarono una certa notorietà, anche se le loro prodezze rimasero per almeno mezzo secolo archiviate in dossier riservati sia giapponesi che statunitensi.
Queste navi corsare, furono scelte per la grande autonomia e velocità, camuffate con false torri, finti fumaioli, finte sovrastrutture e carichi fasulli, e celavano, ben nascoste, un potente armamento come veri e propri incrociatori ausiliari, attrezzati per la guerra contro il traffico mercantile alleato.
La loro guerra di corsa fu completamente differente da quella condotta dalle similari tedesche della Kriegsmarine, in quanto i giapponesi concepirono in maniera diversa le operazioni belliche.

## Storia
La Aikoku Maru fu completata tra il 1938 ed il 1940 nei cantieri Tama Zosensho KK di Tamano per conto della società armatrice Osaka Shosen KK, ed era stata commissionata per il trasporto di passeggeri e merci varie lungo la rotta per l'America Meridionale.
Nel settembre 1941, tre mesi prima dell'attacco giapponese a Pearl Harbor venne requisita dalla Marina Imperiale giapponese, insieme alle due gemelle, Hokoku Maru e Gokoku Maru, che insieme ad una quarta nave, la futura corsara Kiyosumi Maru, furono registrate presso il Distretto Navale di Kure e poste sotto le insegne del viceammiraglio Masao Okamura.
Nei cantieri navali di Tamano furono prima armate con cannoni, mitragliere e tubi lanciasiluri e quindi attrezzate per il trasporto e l'utilizzo di due idrovolanti da ricognizione. Questi lavori terminarono nella metà di ottobre con il montaggio di due grandi proiettori, uno da 1.100 mm, e l'altro da 900 mm.
Nell'ottobre del 1941, la Aikoku Maru, la Hokoku Maru e la Kiyosumi Maru furono assegnati al 24º Squadrone Corsare aggregate alla Flotta Combinata della Marina Imperiale giapponese, poste sotto il comando del viceammiraglio Takeda Moriji.
Nel 1942-1943 venne convertita in trasporto e funzionò da nave appoggio per sottomarini, cargo e trasporto truppe.
Il 16 febbraio 1944 arriva alla laguna di Truk, dove imbarca munizioni e truppe della I Brigata Anfibia, destinate a Rabaul
Il 17 febbraio 1944 viene attaccata all'alba da aerei decollati dall'USS Intrepid e viene colpita da quattro bombe. Verso le 8:30 dello stesso giorno, durante un altro attacco, viene colpita nel magazzino da un siluro che innesca un incendio. L'esplosione delle munizioni immagazzinate distrugge completamente la nave spezzandola a metà. Affonda in due minuti portando con sé 945 marinai, i soldati imbarcati e l'Avenger attaccante.